# Nerodia floridana
Nerodia floridana là một loài rắn trong họ Rắn nước. Loài này được Goff mô tả khoa học đầu tiên năm 1936.

## Hình ảnh

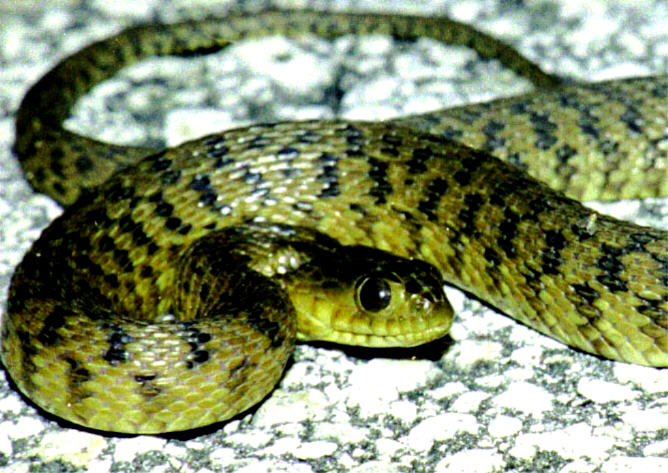